# Phénomène de Renbök
Le phénomène de Renbök (aussi dénommé  phénomène d’épargne, ou sparing phenomenon pour les anglophones ; et parfois écrit phénomène de Renbok) est l'apparition de zones de peau (très bien délimitées) qui sont épargnées par une dermatose. 
Les taches ainsi épargnées correspondent à des zones de peau antérieurement modifiée par exemple par une irradiation ou ayant subi une autre dermatose). 
Le temps séparant deux dermatoses s'épargnant est généralement de quelques jours à quelques mois, mais il existe des cas où le phénomène se produit 20 ans après la première dermatose. 

## Histoire
Le phénomène de Renbök a été décrit en 1981 par R.J. Cochran après qu'il a observé le respect d’un site antérieurement irradié (pour éliminer une tumeur) par une toxidermie.

## Explications du phénomène
Dumas & al. ont signalé en 2015 un cas de Phénomène de Renbök qui pourrait aider à expliquer et le phénomène, et la physiopathologie de la réponse inflammatoire cutanée lors d'une maladie de Lyme. 

Il s'agit d'une toxidermie induite 7 jours après le début d'un traitement antibiotique (à l'amoxicilline prescrit pour traiter la maladie de Lyme a épargné une plaque d’érythème chronique migrant de Lyme chez une patiente de 60 ans (sans antécédent ni allergie notable). Dans ce cas, la toxidermie se présentait comme un exanthème morbiliforme diffus quasi-érythrodermique, qui a épargné l'érythème. Pour Dumas & al.,  dans ce cas, une hypothèse physiopathologique explicative est « l’existence d’un état réfractaire d’une zone topologique donnée par modification cellulaire ou d’environnement cytokinique induit par une première dermatose ».

## Phénomène inverse
L'inverse du phénomène de est  le phénomène de Koebner  (procédé mnémotechnique : il s'agit presque du mot « Renbök » à l'envers).  